# Fairchild FC-2
El Fairchild FC-1 y sus derivados fueron una familia de monoplanos ligeros utilitarios monomotores de ala alta, producidos en los Estados Unidos en los años 20 y 30 del siglo XX. El avión fue diseñado originalmente para proporcionar una plataforma para cámaras para el negocio de fotografía aérea y aerofotogrametría de Sherman Fairchild (Fairchild Aerial Surveys).

## Diseño y desarrollo
Fairchild había abordado a una serie de constructores aeronáuticos con especificaciones de lo que él consideraba que debía ser un avión ideal para su tipo de trabajo, con el que esperaba reemplazar la variedad de modelos que su empresa operaba por entonces. Creyendo que los presupuestos que recibió eran excesivos, Fairchild optó por producir su propio avión, comprando fábricas para este propósito en Farmingdale, Nueva York. El diseño era de un monoplano convencional de ala alta arriostrada, con una cabina totalmente cerrada y tren de aterrizaje convencional. Las alas de madera eran capaces de plegarse hacia atrás contra la cola para su almacenamiento. Para facilitar la tarea a la que estaba destinado, la cabina estaba ampliamente acristalada, ofreciendo una gran cantidad de puntos de vista para los fotógrafos. 
El prototipo FC-1 voló en junio de 1926, y las pruebas iniciales mostraron que su motor original Curtiss OX-5 era inadecuado. Pronto fue sustituido por un Wright J-4 con el doble de potencia y el avión fue redesignado FC-1A. Se vio que tenía potencial comercial, y en una forma ligeramente revisada, fue puesto en producción como FC-2.

## Historia operacional

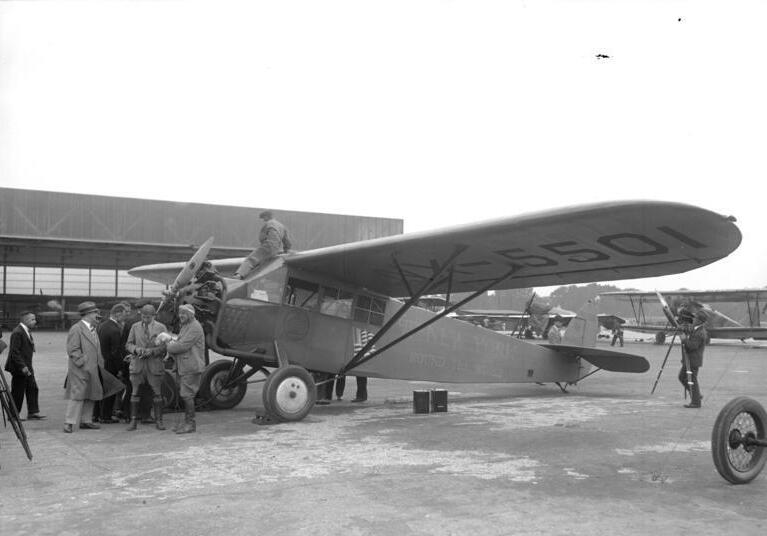
El FC-2W de Collyer y Mears en Berlín en 1928.

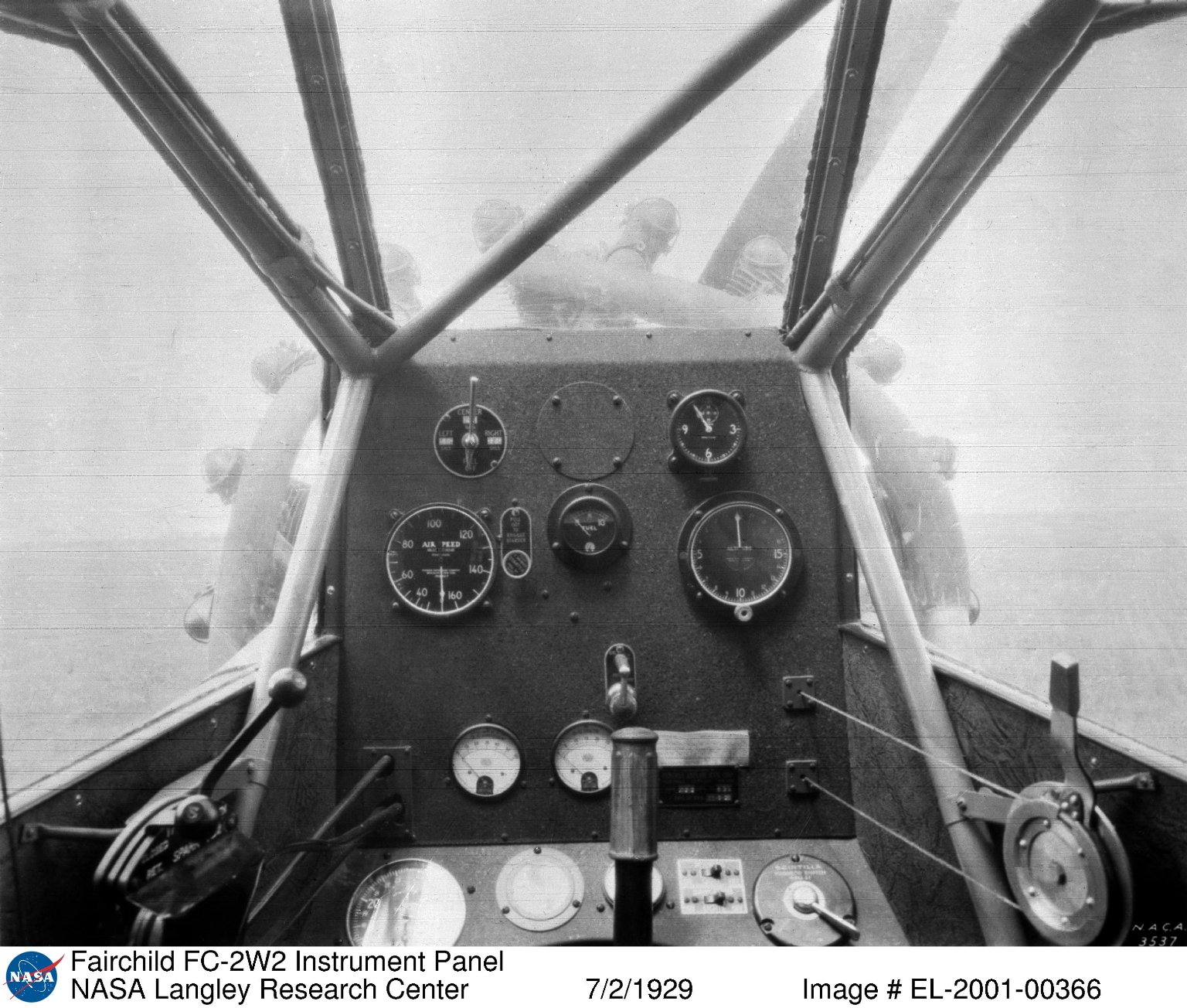
Vista de la cabina desde un FC-2W2.

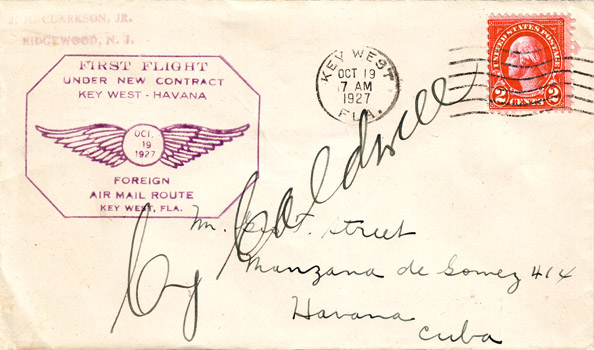
Sobre transportado en el Fairchild FC-2 "La Niña" en el primer vuelo hacia el sur de la FAM-4.

Los aviones de producción se diferenciaban del prototipo en que tenían un volumen de cabina aumentado, y se ofrecía con varias plantas motrices. Otras opciones incluían la elección de un tren de aterrizaje de ruedas, esquíes, o flotadores. Los primeros aviones de producción estaban equipados con solo tres larguerillos en el fuselaje trasero, lo que le dio a este lote de aviones una apariencia de lomo afilado que condujo a su mote ("Razorback"). Las series de producción posteriores eliminaron esta distintiva característica. Diseñado con la fotografía aérea en mente, el FC-2L presentaba una cabina cerrada con calefacción con ventanas extra para permitir una vista hacia abajo mejorada. La RCAF compró inicialmente el modelo para esta tarea, antes de utilizar el avión principalmente como transporte ligero. 
Una versión optimizada para el transporte de carga fue producida como FC-2W, con un motor radial Pratt & Whitney Wasp y envergadura aumentada. Dos ejemplares de esta última versión se hicieron famosos: el City of New York, volado por Charles Collyer y John Mears en los tramos terrestres de su viaje rompe récords alrededor del mundo, en junio-julio de 1928, y el Stars and Stripes (Número de Serie 140), un FC-2W2 utilizado por Richard Evelyn Byrd en su expedición antártica del mismo año. El avión de Byrd está preservado en el Virginia Aviation Museum, en préstamo del Museo Nacional del Aire y el Espacio de Estados Unidos.
Los FC-2W volados por los pilotos de zonas remotas canadienses Duke Schiller y Romeo Vachon, piloto jefe de la Transcontinental Airways Company, también fueron prominentemente usados en el rescate de 1928 de la tripulación del avión Bremen en Canadá.
El 19 de octubre de 1927, un FC-2 configurado con flotadores realizó el primer vuelo de Correo Aéreo de contrato operado por Pan American Airways. Cuando fue imposible comenzar su servicio en la Ruta de Correo Aéreo Exterior Nº 4 (FAM-4) entre Cayo Hueso, Florida, y La Habana, Cuba, en aquella fecha (tal y como requería el contrato), debido a que las fuertes lluvias habían retrasado la consecución de la nueva pista en Cayo Hueso necesaria para que pudieran aterrizar los transportes trimotores modelo Fokker F.VIIa/3m de la compañía, PAA alquiló (coste: 145,45 dólares) el FC-2 La Niña (NC-1654, número de serie 15) pilotado por Cy Caldwell y perteneciente a West Indian Aerial Express, una compañía que sería adquirida por Pan Am un año más tarde.
Debido al requerimiento de la Real Fuerza Aérea canadiense de estandarizar los motores, el diseño básico del FC-2 fue rediseñado con un motor radial Armstrong Siddeley Lynx de 215 hp y redesignado como FC-2L. En esta forma, el nuevo modelo voló con las unidades de la RCAF, principalmente en las operaciones septentrionales. También fue desarrollada otra versión para la RCAF, conocida como FC-2V.
El diseño básico del FC-2 evolucionó en los Model 51 y 71. El Model 51 era una versión modernizada del FC-2 producida en 1930 para competir con los nuevos transportes puestos en el mercado, siendo el cambio más significativo la incorporación de un motor Wright J-6 más potente. Unos pocos ejemplares fueron convertidos desde FC-2. Los aviones Model 51 de la RCAF tenían soportes para bombas ligeras bajo el fuselaje y fueron usados para practicar bombardeo en Camp Borden. El Model 61 también tenía el motor J-6, pero incluía una cabina rediseñada para acomodar otros dos asientos para pasajeros. Solo fueron construidos 3 de estos, modificados desde FC-2W2, pero la modificación de cabina se retuvo en el Model 71. La RCAF usó el Model 71 como un robusto, fiable y altamente útil transporte ligero, así como avión apto para las tareas de aerofotogrametría, gracias a su bodega de cámaras para la fotografía vertical y a las ventanas traseras bajas que permitían la fotografía oblicua.

## Variantes

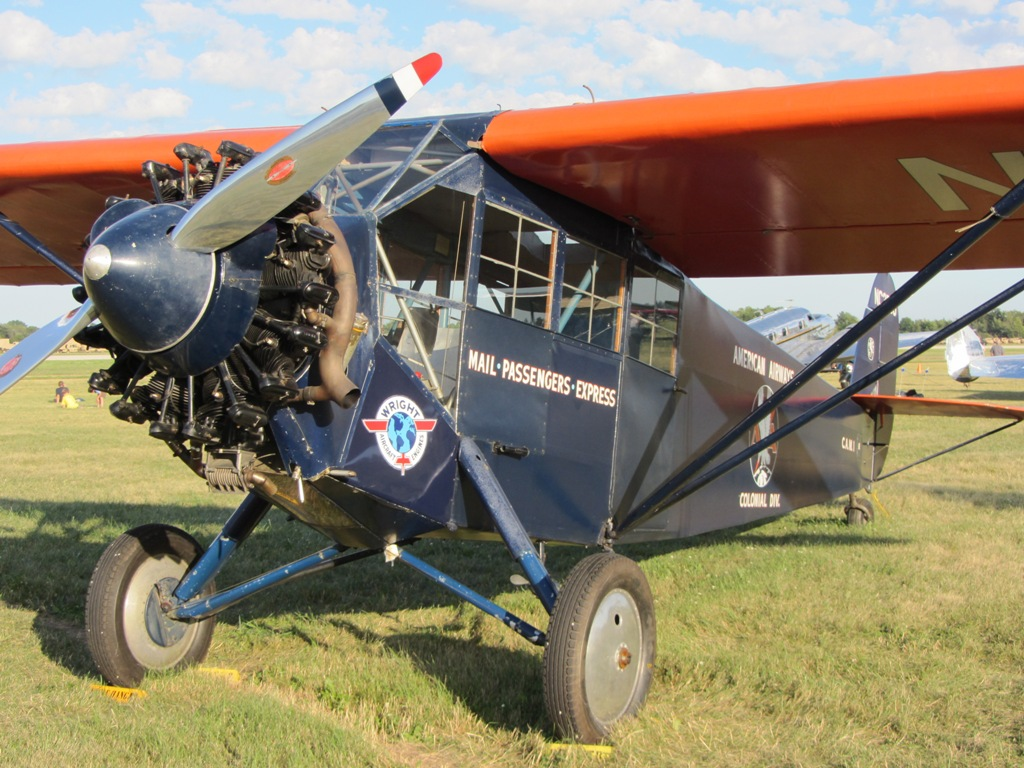
Un Fairchild FC-2 con motor Wright J-5, con los colores de American Airways.

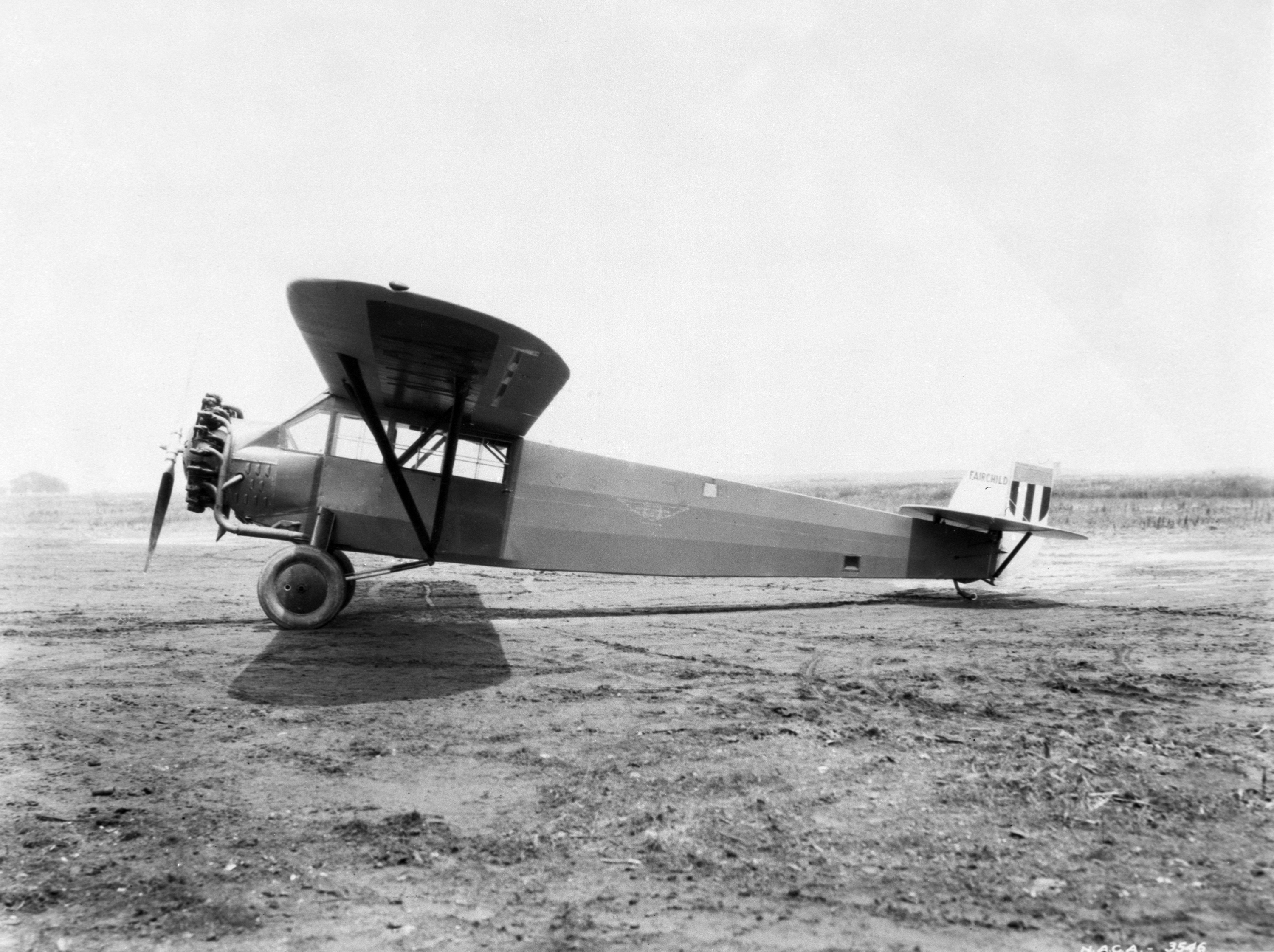
Fairchild FC-2W2 N13934, primer avión del NACA (más tarde NASA).

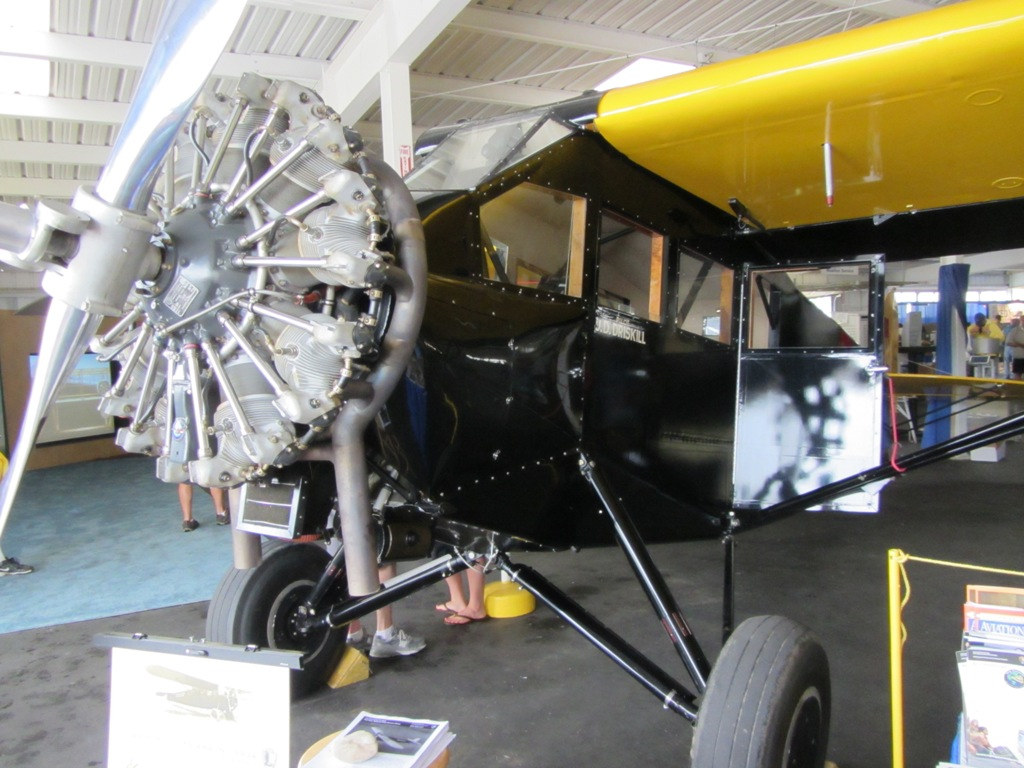
N13934 en exhibición en 2011. Operado por NACA, NASA, National Park Service, Bureau of Indian Affairs, y actualmente parte del Golden Wings Flying Museum.

FC-1 
Prototipo con motor Curtiss OX-5, uno construido. 
FC-1A 
Prototipo modificado con motor Wright J-4, uno convertido. 
FC-2 
Versión de producción con motor Wright J-5, 118 construidos, más 12 construidos por Canadian Vickers bajo licencia. 
FC-2C (por “Challenger”) 
Versión con motor Curtiss Challenger para el Curtiss Flying Service, seis construidos. 
FC-2L (por “Lynx”) 
Versión con motor Armstrong Siddeley Lynx para la Real Fuerza Aérea canadiense, tres convertidos.
FC-2W (por “Wasp”) 
Versión con motor Pratt & Whitney Wasp, 14 construidos. 
FC-2W2 
Versión de producción definitiva del FC-2W. 
UC-96 
Designación dada a tres FC-2W requisados y puestos en servicio con las USAAF. 
Model 61 
FC-2W2 con cabina agrandada, tres convertidos. 
Model 51 
FC-2 reequipados con motor Wright J-6, 31 construidos. 
XJQ-1 (más tarde RQ-2) 
Un único FC-2 comprado por la Armada de los Estados Unidos para su evaluación. Redesignado XJQ-2, más tarde redesignado de nuevo como XRQ-2.  

## Operadores
Canadá
- Real Fuerza Aérea Canadiense

 Chile
- Línea Aeropostal Santiago-Arica (LAN Chile)

 Estados Unidos
- American Airlines
- Clifford Ball Inc.[9]
- Pan American Airways
- NACA
- NASA
- Fuerzas Aéreas del Ejército de los Estados Unidos
- Armada de los Estados Unidos

## Especificaciones (FC-2)

### Características generales
- Tripulación: Uno (piloto)
- Capacidad: Cuatro pasajeros ó
- Carga: 372 kg (819,9 lb)
- Longitud: 9,5 m (31 ft)
- Envergadura: 13,4 m (44 ft)
- Altura: 2,7 m (9 ft)
- Superficie alar: 26,9 m² (289,6 ft²)
- Peso vacío: 980 kg (2159,9 lb)
- Peso cargado: 1633 kg (3599,1 lb)
- Planta motriz: 1× motor radial de nueve cilindros refrigerado por aire Wright J-5.
  - Potencia: 149 kW (205 HP; 203 CV)

### Rendimiento
- Velocidad máxima operativa (Vno): 196 km/h (122 MPH; 106 kt)
- Velocidad crucero (Vc): 165,8 km/h (103 MPH; 90 kt)
- Velocidad de entrada en pérdida (Vs): 85,3 km/h (53 MPH; 46 kt)
- Alcance: 1127 km (609 nmi; 700 mi)
- Techo de vuelo: 3500 m (11 483 ft)
- Régimen de ascenso: 2,9 m/s (571 ft/min)

## Aeronaves relacionadas

### Secuencias de designación
- Secuencia Alfabética (interna de Fairchild): FB-3 - FC-1 - FC-2
- Secuencia Numérica (interna de Fairchild): ← 42 - 45 - 46 - 51 - 61 - 62 - 71 - 72 →
- Secuencia C-_ (Aviones de Carga del USAAC/USAAF/USAF, 1924-1962): ← C-93 - C-94 - C-95 - C-96 - C-97/KC-97 - C-98 - C-99 →
- Secuencia J_Q (Aviones Utilitarios de la Armada estadounidense, 1928-1955 (Fairchild, 1928-1962)): JQ - J2Q
- Secuencia R_Q (Aviones de Transporte de la Armada estadounidense, 1931-1962 (Fairchild, 1928-1962)):  RQ - R2Q - R4Q